# Przygody Robinsona Crusoe
Przygody Robinsona Crusoe (org. Robinson Crusoe) –  meksykański film przygodowy z 1954 roku w reżyserii Luisa Buñuela. Ekranizacja klasycznej powieści autorstwa Daniela Defoe. 
Pierwszy w pełni anglojęzyczny obraz Buñuela. Chociaż został wyprodukowany w Meksyku (zdjęcia plenerowe kręcono w pobliżu miasta Manzanillo w stanie Colima), oryginalnym językiem filmu był angielski. Również scenariusz  napisano w tym języku.

## Fabuła
Rok 1659. Angielski żeglarz i plantator Robinson Crusoe jako jedyny ocalały z rozbitego na skałach przez tornado statku znajduje się na niedużej, bezludnej wyspie. Kilka niezbędnych narzędzi jakie udaje mu się uratować z rozbitego statku pomaga mu przetrwać i stworzyć podstawy egzystencji. Jego jedyni przyjaciele to pies, kot i papuga. Pożywką dla jego serca i ducha, jak sam powiada, jest Biblia. Po sześciu latach pobytu na wyspie, kiedy Robinson zaczyna już mówić do robaków spotkanych na plaży, nazywając ich swoimi przyjaciółmi, nieoczekiwanie natrafia na ślady innych ludzi. Są to tubylcy z sąsiedniej wyspy – ludożercy. Pewnego dnia, pomaga uciec jednej z ich ofiar – młodemu tubylcowi, którego przygarnia jako służącego i od nazwy dnia tygodnia w którym go uratował – piątku – nazywa Piętaszkiem. Piętaszek, którego początkowo Robinson w poczuciu swojej wyższości i z obawy o własne życie traktuje jak niewolnika (zakuwa go w kajdany) szybko zyskuje sobie przyjaźń Robinsona. Robinson  wyjaśnia mu Biblię, uczy angielskiego i wielu umiejętności białego człowieka, m.in. posługiwania się muszkietem. Sam Piętaszek również dużo umie i wiedzą swą, jakże przydatną w życiu w naturze, dzieli się z Robinsonem. W 29 roku pobytu na wyspie Robinson postanawia zbudować przy pomocy Piętaszka łódź, dostatecznie dużą aby móc opuścić wyspę. Podczas poszukiwań odpowiedniego drzewa, z którego można by zrobić łódź, na wyspie zjawia się duża grupa ludożerców. Gdy Robinson wraz z Piętaszkiem przygotowuje się do odparcia ich ewentualnego ataku, na wyspę przybywa zbuntowana załoga hiszpańskiego statku, z celem pobrania zapasów pitnej wody i pozostawienia na niej pojmanego kapitana okrętu i jego zastępcy. Przybysze szybko zabijają ludożerców. Robinson uwalnia pojmanego kapitana i za obietnicę zabrania go wraz z Piętaszkiem do Anglii pomaga obezwładnić buntowników i odzyskać statek. Po 28 latach, 2 miesiącach i 19 dniach pobytu na bezludnej wyspie Robinson wraz z wiernym towarzyszem Piętaszkiem opuszcza wyspę.

## Obsada
- Dan O’Herlihy – Robinson Crusoe
- Jaime Fernández – Piętaszek
- Chel López – przywódca buntowników
- Emilio Garibay – buntownik
- José Chávez – buntownik
- Felipe de Alba – kapitan zajętego statku

i inni.